# The Hitcher (2007)
The Hitcher is een horrorfilm uit 2007. De film, die werd geregisseerd door Dave Meyers, is een remake van de 1986 versie met Rutger Hauer. Michael Bay is de producent. Eerder regisseerde Bay ook de remakes The Texas Chainsaw Massacre en The Amityville Horror.
De film bracht het eerste weekend meer dan $7.000.000 op in de Verenigde Staten. Na drie weken stond de opbrengst op $16.366.370. Uiteindelijk werd de film echter na vijf weken uit de bioscopen gehaald vanwege het teleurstellende aantal kijkers.

## Verhaal
Grace Andrews en Jim Halsey zijn een jong stelletje die onderweg zijn naar hun spring break. Wanneer ze een lifter tegenkomen, krijgt Grace kriebels van de man en weigert ze hem mee te nemen. Echter, wanneer ze hem later opnieuw tegenkomen in een tankstation, zijn ze gegeneerd door het feit dat ze hem bot achterlieten en besluit Jim hem mee te nemen. Wanneer hij in de auto een mes tevoorschijn haalt, lukt het de twee hem na een worsteling uit de auto te duwen. Wanneer ze de schrik te boven zijn gekomen, gaan ze verder met hun leven.
Echter, wanneer ze dezelfde lifter zien in een auto waarin ook een familie zit, proberen ze het gelukkige gezin tevergeefs te waarschuwen. Als ze de auto later aantreffen is iedereen overleden, op de vader na. Echter, het duurt ook niet lang voordat zijn leven ten einde is gekomen. Ze gaan naar een eetcafé om de politie te waarschuwen. Die denken echter dat Grace en Jim moordenaars zijn en nemen hen mee naar het bureau. Als ze de waarheid ontdekken, is het al te laat als de gevaarlijke lifter opduikt en het complete politiebureau op brute wijze afslacht. Grace en Jim besluiten te vluchten, aangezien ze daar hun leven niet zeker zijn en de politie zal denken dat zij het hebben gedaan.
Terwijl de politie de doodsbange Jim en Grace op de hielen zitten, duurt het niet lang voordat de lifter weer opduikt en nu wel erg dicht bij Grace komt.

## Rolverdeling
| Acteur           | Personage           |
| ---------------- | ------------------- |
| Sophia Bush      | Grace Andrews       |
| Zachary Knighton | Jim Halsey          |
| Sean Bean        | Lifter (John Ryder) |
| Neal McDonough   | Luitenant Esteridge |

## Verschillen met het origineel
- In The Hitcher uit 1986 wordt het vrouwelijke hoofdpersonage (Nash - Jennifer Jason Leigh) vastgebonden tussen twee wagens en zo uit elkaar getrokken. In de remake is dit het mannelijke hoofdpersonage, Jim Halsey.
- De Halsey uit het origineel ontmoet zijn vrouwelijke medereiziger (Nash) in een café, nadat hij in eerste instantie alleen onderweg was. In de nieuwe versie is Halseys vrouwelijke medereizigster zijn vriendin Grace Andrews, met wie hij van begin af aan in de auto zit.
- De hoofdpersonages in de versie uit 2007 hebben mobiele telefoons bij zich. In het origineel komen die niet voor.